# Ligne D du métro de Buenos Aires
Pour les articles homonymes, voir Ligne D.
La ligne D du métro de Buenos Aires (ou línea D) est ouverte au public le 3 juin 1937 entre les stations Catedral et Tribunales (trois stations ; 1,7 km). La ligne fut prolongée en février 1940 jusqu'à la station Palermo (huit stations). Des extensions plus récentes ajoutèrent cinq stations à la ligne. La ligne parcourt 11 km entre les stations Catedral (située Plaza de Mayo) et Congreso de Tucumán dans le quartier de Belgrano.

## Extensions récentes
La station Palermo était depuis 1940, la dernière de cette ligne. En décembre 1984, le Conseil de la ville de Buenos Aires adopta un projet d'extension sous les artères Avenida Santa Fe et Avenida Cabildo.
En décembre 1987 on ouvrit partiellement la station Ministro Carranza, qui le fut totalement en 1992. À partir de cette année les démarches et autorisations s'accélérèrent, et on autorisa la construction de quatre stations supplémentaires qui permettraient d'atteindre le quartier de Belgrano, à la limite de celui de Núñez.
À la fin des années 1990, les extensions prévues furent réalisées en trois étapes : d'abord en mai 1997 une extension de deux stations jusqu'à José Hernandez, puis en juin 1999  l'ouverture de la station José Juramento , enfin en avril 2000 celle de Congreso de Tucumán.
Ce prolongement fut fortement ressenti par les habitants du nord de la ville, qui purent abandonner voitures, bus et embouteillages pour atteindre leur lieu de travail. La fréquentation de la ligne D dépassa les attentes ainsi que le transit vers les autres lignes.

## Liste des stations
- Catedral (correspondance avec la ligne A (station Peru), et la Ligne E (station Bolívar).
- 9 de Julio (correspondance avec la ligne B (station Carlos Pellegrini), et la ligne C (station Diagonal Norte).
- Tribunales
- Callao
- Facultad de Medicina
- Pueyrredón (correspondance avec la ligne H (station Santa Fe)
- Agüero
- Bulnes
- Scalabrini Ortiz
- Plaza Italia
- Palermo
- Ministro Carranza
- Olleros
- José Hernández
- Juramento
- Congreso de Tucumán

## Monuments historiques nationaux
Ont été déclarées « Monument historique national » les stations suivantes de la ligne D : Catedral, 9 de julio, Tribunales, Facultad de Medicina, Agüero, Bulnes, Scalabrini Ortiz, PLaza
Italia et Palermo.